# 阿尔弗雷德·斯万
阿尔弗雷德·斯万（瑞典語：Alfred Swahn，1879年8月20日—1931年3月16日），瑞典男子射击运动员。他曾代表瑞典参加1908年、1912年、1920年和1924年夏季奥林匹克运动会射击比赛，共获得三枚金牌、三枚银牌和三枚铜牌。